# Alex Gordon
Alexander Jonathan Gordon (ur. 10 lutego 1984) – amerykański baseballista występujący na pozycji lewozapolowego.

## Przebieg kariery
Gordon studiował na University of Nebraska w Lincoln, gdzie w latach 2003–2005 grał w drużynie uniwersyteckiej Nebraska Cornhuskers. W 2004 wystąpił na World University Baseball Championship, na których zdobył złoty medal. W 2005 roku został wybrany w pierwszej rundzie draftu z numerem drugim przez Kansas City Royals i początkowo grał w klubach farmerskich tego zespołu, między innymi w Wichita Wranglers, reprezentującym poziom Double-A. W Major League Baseball zadebiutował 2 kwietnia 2007 w meczu przeciwko Boston Red Sox. Osiem dni później w meczu z Toronto Blue Jays zdobył pierwszego home runa w MLB. Do 2010 grał na pozycji trzeciobazowego.
W sezonie 2011 zaliczył najwięcej asyst jako zapolowy (20) i po raz pierwszy w karierze otrzymał Złotą Rękawicę. W marcu 2012 podpisał nowy, czteroletni z opcją przedłużenia o rok kontrakt wart 50 milionów dolarów. W sezonie 2012 zaliczył najwięcej double'ów w MLB (51). W 2013 po raz pierwszy wystąpił w Meczu Gwiazd. W 2015 zagrał we wszystkich meczach World Series, w których Royals pokonali New York Mets 4–1.
6 stycznia 2016 uzgodnił warunki nowego kontraktu z Kansas City Royals.

## Nagrody i wyróżnienia
| Nagroda/wyróżnienie      | Lata                                     | Źródło      |
| 3× All-Star              | 2013, 2014, 2015                         | [ 7 ]       |
| 7× Gold Glove Award      | 2011, 2012, 2013, 2014, 2017, 2018, 2019 | [ 3 ] [ 5 ] |
| Zwycięzca w World Series | 2015                                     | [ 3 ]       |
| 2× Fielding Bible Award  | 2012, 2013                               | [ 9 ]       |